# Geleitzug HX 121
Der Geleitzug HX 121 war ein alliierter Geleitzug der HX-Geleitzugserie zur Versorgung Großbritanniens im Zweiten Weltkrieg. Er fuhr am 16. April 1941 im kanadischen Halifax ab und traf am 3. Mai in Liverpool ein. Die Alliierten verloren durch deutsche U-Boote vier Frachtschiffe mit 30.495 BRT. Auf deutscher Seite ging ein U-Boot verloren.

## Zusammensetzung und Sicherung

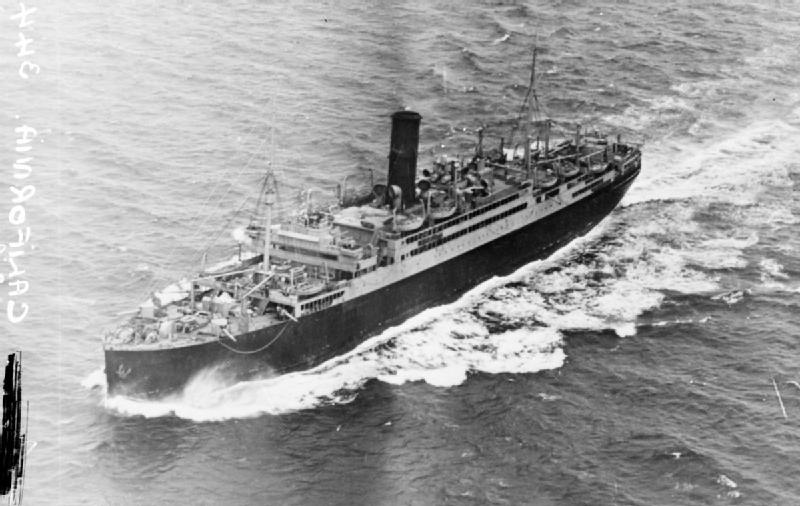
Hilfskreuzer California

Der Geleitzug HX 121 setzte sich aus 50 Frachtschiffen zusammen. Am 16. April 1941 verließen sie Halifax (Lage) in Richtung Liverpool (Lage). Kommodore des Konvois war Captain F J L Butler, der sich auf der Manchester Division eingeschifft hatte.  Beim Auslaufen  sicherten der britische Hilfskreuzer California und die kanadischen Korvetten Chambly, Collingwood und Orillia den Konvoi. Allerdings verließen die Korvetten den Geleitzug nach einigen Stunden. Vom 19. bis 23. April kam das britische Schlachtschiff Revenge und ab 25. April die Zerstörer Watchman, Maori, Malcom und Inglefield, sowie die Korvette Violet hinzu. Diese wurden am 28. April im Bereich der Western Approaches abgelöst, durch die Zerstörer Douglas, Leamington und Roxborough, die Korvetten Gladiolus und Veronica sowie die U-Boot-Jäger St. Elstan, St. Kenan, St. Zeno und Vizalma.
| Name                | Flagge                 | Vermessung in BRT | Verbleib                                             |
| ------------------- | ---------------------- | ----------------- | ---------------------------------------------------- |
| Antar               | Vereinigtes Königreich | 5.222             |                                                      |
| Beechwood           | Vereinigtes Königreich | 4.987             |                                                      |
| Belinda             | Norwegen               | 2.525             |                                                      |
| British Endurance   | Vereinigtes Königreich | 8.406             |                                                      |
| Caledonia           | Norwegen               | 9.892             | am 29. April von U 96 versenkt (Lage)                |
| Capsa               | Vereinigtes Königreich | 8.229             |                                                      |
| Capulet             | Vereinigtes Königreich | 8.190             | am 29. April von U 552 irreparabel beschädigt (Lage) |
| City of Barcelona   | Vereinigtes Königreich | 5.787             |                                                      |
| Cornwall            | Vereinigtes Königreich | 10.605            |                                                      |
| Danby               | Vereinigtes Königreich | 4.281             |                                                      |
| Darina              | Vereinigtes Königreich | 8.113             |                                                      |
| Denbydale           | Vereinigtes Königreich | 8.145             |                                                      |
| Dordrecht           | Niederlande            | 4.402             |                                                      |
| El Ciervo           | Vereinigtes Königreich | 5.841             |                                                      |
| Empire Puma         | Vereinigtes Königreich | 7.777             |                                                      |
| Empire Snow         | Vereinigtes Königreich | 6.327             |                                                      |
| Empire Wildebeeste  | Vereinigtes Königreich | 5.631             |                                                      |
| Ensis               | Vereinigtes Königreich | 6.207             |                                                      |
| Grena               | Norwegen               | 8.117             |                                                      |
| Hilda Knudsen       | Norwegen               | 9.178             |                                                      |
| Indochinois         | Vereinigtes Königreich | 6.966             |                                                      |
| King Arthur         | Vereinigtes Königreich | 5.224             |                                                      |
| Kolsnaren           | Schweden               | 2.465             | musste umkehren                                      |
| La Pampa            | Vereinigtes Königreich | 4.149             |                                                      |
| Langleebrook        | Vereinigtes Königreich | 4.246             |                                                      |
| Langleetarn         | Vereinigtes Königreich | 4.908             |                                                      |
| Lombardy            | Vereinigtes Königreich | 3.379             |                                                      |
| Manchester Division | Vereinigtes Königreich | 6.048             |                                                      |
| Manchester Spinner  | Vereinigtes Königreich | 4.767             |                                                      |
| Mary Kingsley       | Vereinigtes Königreich | 5.021             |                                                      |
| Mirza               | Niederlande            | 7.991             |                                                      |
| Moena               | Niederlande            | 9.286             |                                                      |
| Oilfield            | Vereinigtes Königreich | 8.516             | am 29. April von U 96 versenkt (Lage)                |
| Opalia              | Vereinigtes Königreich | 6.195             |                                                      |
| Polartank           | Norwegen               | 6.356             |                                                      |
| Port Hardy          | Vereinigtes Königreich | 8.897             | am 29. April von U 96 versenkt (Lage)                |
| Rembrandt           | Vereinigtes Königreich | 5.595             |                                                      |
| Rookley             | Vereinigtes Königreich | 4.998             |                                                      |
| Saint Bertrand      | Vereinigtes Königreich | 4.998             |                                                      |
| San Emiliano        | Vereinigtes Königreich | 8.071             |                                                      |
| San Felix           | Vereinigtes Königreich | 13.037            |                                                      |
| Sourabaya           | Vereinigtes Königreich | 10.107            |                                                      |
| Stanford            | Vereinigtes Königreich | 5.969             |                                                      |
| Stanley             | Vereinigtes Königreich | 6.463             |                                                      |
| Tahchee             | Vereinigtes Königreich | 6.508             |                                                      |
| Trehata             | Vereinigtes Königreich | 4.817             |                                                      |
| Tresillian          | Vereinigtes Königreich | 4.743             |                                                      |
| Tudor Prince        | Vereinigtes Königreich | 1.914             |                                                      |
| Zafaaran            | Vereinigtes Königreich | 1.559             |                                                      |

## Verlauf
Am 28. April 1941 entdecke U 123 den ostwärts fahrenden Geleitzug auf Höhe des 17. Längengrades. Gemäß der damaligen Einsatzdoktrin sollte der U-Bootkommandant nicht sofort angreifen, sondern Fühlung zum Geleitzug halten und mittels Peilzeichen weitere U-Boote heranführen. Die Briten peilten mittels Huff-Duff die Fühlungshalterzeichen von U 123 ein und konnten so den ungefähren Standort nahe dem Geleitzug ermitteln. Daraufhin wurde der Konvoikommodore Captain F J L Butler vor einem bevorstehenden U-Boot-Angriff gewarnt. Bis zum Morgen des 29. April blieb U 123 am Geleitzug, um weitere U-Boote heranzuführen. Danach verlor es den Kontakt. Weitere U-Boote waren aber mittlerweile nah genug herangekommen, so dass sie den Konvoi wieder fanden. Gegen Mittag des 29. April setzte sich U 552 vor den Geleitzug und tauchte. Anschließend ließ es sich von den voran fahrenden Geleitschiffen passieren und schoss auf den Tanker Capulet mehrere Torpedos ab. Dieser hatte Marinedieselöl für den britischen Flottenstützpunkt Scapa Flow geladen. Die Torpedos trafen und beschädigten das Schiff schwer. Neun von 44 Besatzungsmitgliedern starben. Anschließend gab die Crew das Schiff auf, das letztendlich erst am 2. Mai von U 201 versenkt wurde. U 552 wurde jedoch von den britischen Zerstörern Maori und Inglefield stundenlang mit Wasserbomben belegt, so dass es hinter den Geleitzug zurückfiel und nicht wieder herankam. Nach Einsetzen der Dunkelheit griff U 96 über Wasser an und versenkte mit einer Salve von vier Bugtorpedos drei Schiffe. Betroffen waren die mit Benzin beladene Oilfield die 44 ihrer 55 Crewmitglieder verlor, die Caledonia, auf der 12 von 48 Seeleuten fielen und die Port Hardy die von ihrer 98-köpfigen Crew einen verlor. Die Geleitschiffe bekamen viele Sonarortungen von U-Booten unter Wasser und warfen immer wieder Wasserbomben. Dabei orteten und trafen sie U 65, das mit der gesamten Besatzung unterging.